# Tỷ số thanh khoản hiện thời
Tỷ số thanh khoản hiện thời (hay Tỷ số thanh khoản ngắn hạn, Hệ số thanh toán ngắn hạn, Hệ số thanh toán hiện hành, Hệ số khả năng thanh toán của vốn lưu động, tiếng Anh: Current ratio) là một tỷ số tài chính dùng để đo lường năng lực thanh toán nợ ngắn hạn của doanh nghiệp.

## Cách tính
Tỷ số thanh khoản hiện thời được tính ra bằng cách lấy giá trị tài sản lưu động trong một thời kỳ nhất định chia cho giá trị nợ ngắn hạn phải trả cùng kỳ.
| Tỷ số thanh khoản hiện thời = | Giá trị tài sản lưu động |
| Tỷ số thanh khoản hiện thời = | Giá trị nợ ngắn hạn      |

Tỷ số thanh khoản hiện thời cho biết cứ mỗi đồng nợ ngắn hạn mà doanh nghiệp đang giữ, thì doanh nghiệp có bao nhiêu đồng tài sản lưu động có thể sử dụng để thanh toán. Nếu tỷ số này nhỏ hơn 1 thì có nghĩa là doanh nghiệp không đủ tài sản có thể sử dụng ngay để thanh toán khoản nợ ngắn hạn sắp đáo hạn. Khi đánh giá tình hình thanh khoản của doanh nghiệp, người phân tích thường so sánh tỷ số thanh khoản của một doanh nghiệp với tỷ số thanh khoản bình quân của toàn ngành mà doanh nghiệp đó tham gia.